# ウルトラジャンプエッグ
『ウルトラジャンプエッグ』 (Ultra Jump Egg) は、日本の出版社である集英社が運営していたウェブコミック配信サイト。2008年3月19日開設。
編集作業は同社の『ウルトラジャンプ』編集部が兼務しており、同誌の「無料Web増刊」という扱いになっていた。
2011年8月19日に『ウルトラジャンプ』公式サイトに合併されて、同年9月17日に合併が完了した。

## 概要
2007年12月のジャンプフェスタで開設が予告され、12月29日にプレオープン。翌年3月より正式オープンした。漫画作品は基本的に毎月19日、インターネットラジオ『おしゃたまラジオ』は毎週金曜日に更新（1年で終了。アーカイブに保存されている）。
オリジナルの漫画作品連載とウルトラ漫画賞の受賞作品掲載、ウルトラドローイングなどのコラムが中心。専用ビューワのインストールは不要でAdobe Flashをインストールしていれば読めるが、バックナンバーの配信は行っていない。

## 連載作品

### ウルトラジャンプ公式サイトに移行した作品
- キン肉マンレディー（小川雅史 原作：ゆでたまご）
- ℃りけい。（原案・脚本：青木潤太朗 漫画：わだぺん。）本誌と同時連載
- くろまん（F4U）
- 恋愛視角化現象（秋★枝）

### 連載終了作品
- 最強魔法少女あきら（ワダアルコ）
- peach fight!（今村陽子）
- 文化部をいくつか（F4U）
- 落下傘ナース（厘のミキ）
- ラビアンエクスタス（原作：井上敏樹 作画：まりお金田）
- 戦う司書と恋する爆弾（原作：山形石雄 作画：篠原九 キャラクターデザイン：前嶋重機）
- 13club（シヒラ竜也）
- ねこ球9（介錯）
- シュメール星人（ツナミノユウ）本誌と同時連載
- 鬼吹灯 ～ドラゴンサイン～（姚非拉）
- 鉄漫 TEKKEN COMIC（原作・監修:バンダイナムコゲームス 漫画：高遠るい）
- 怪獣のテイル（F4U）本誌に移籍
- 花ヨメはん（桂遊生丸）

## おしゃたまラジオ
インターネットラジオ。
毎週金曜日に更新していたが1年で終了。終了後はアーカイブに保存されている。
パーソナリティ・佐藤亜寿沙、箸本のぞみ、村上幸平。